# Люрманн, Анна
Анна Люрманн (нем. Anna Lührmann; род. 14 июня 1983, Лих, Гессен) — германский политолог и государственный деятель. Член партии Союз 90 / Зелёные. Государственный министр по делам Европы и климата в Министерстве иностранных дел Германии с 8 декабря 2021 года. Член бундестага Германии с 2021 года и в 2002—2009 годах. Доцент (2020).

## Биография
Родилась 14 июня 1983 года в городе Лих.
В 2002 году получила аттестат о среднем образовании в Хофхайм-ам-Таунусе. В 2003—2008 годах училась в Хагенском заочном университете, получила степень бакалавра политологии.
В возрасте 13 лет, в 1996 году вступила в молодёжное отделение партии Союз 90 / Зелёные.
По результатам парламентских выборов 2002 года, в возрасте 19 лет избрана членом бундестага. На момент избрания была самым молодым членом бундестага и самым молодым депутатом парламента в мире. C 2002 по 2004 год член Комитета по делам Европейского союза, с 2004 года член Бюджетного комитета. Переизбрана на выборах 2005 года. Не переизбиралась на выборах в 2009 году и в возрасте 26 лет ушла из политики.
После ухода из бундестага переехала в Судан, где её муж являлся послом Германии. В 2009—2011 годах училась в Женском университете Ахфад в Хартуме по программе «Гендерные исследования и исследования мира», получила степень магистра. С 2010 по 2011 год консультировала Программу развития ООН (ПРООН) по вопросам выборов и парламента в Судане. С 2011 по 2012 год — консультировала группу демократического управления ПРООН по вопросам участия молодежи.
В 2011—2015 годах училась в Берлинском университете имени Гумбольдта, получила степень магистра по программе «Исследования в области социальных наук» и докторскую степень в области политических наук о продвижении демократии. С 2015 по 2018 год проводила исследования в постдокторантуре в Научно-исследовательском институте «Разнообразие демократии» (V-Dem) Гётеборгского университета, с 2018 по 2020 года — заместитель директора Института «Разнообразие демократии». С 2018 по 2021 год — младший профессор Гётеборгского университета. В 2020 году получила звание доцента.
Вернулась в политику в 2021 году. На выборах 2021 года избиралась в округе Райнгау-Таунус — Лимбург, избрана депутатом бундестага по партийному списку.
8 декабря 2021 года назначена государственным министром по делам Европы и климата в Министерстве иностранных дел Германии в правительстве Шольца.
Является членом Союза охраны окружающей среды и природы Германии (BUND).

## Личная жизнь
Замужем за дипломатом Райнером Эберле (род. 1954). В 2008 году родила дочь Лару (Lara).